# The Legend of Zelda: A Link Between Worlds
The Legend of Zelda: A Link Between Worlds (ゼルダの伝説 神々のトライフォース2?, Zeruda no Densetsu: Kamigami no Toraifōsu 2) è un sequel per Nintendo 3DS di A Link to the Past, pubblicato nel 1991 per Super Nintendo Entertainment System e nel 2003 per Game Boy Advance. Questo titolo è il sedicesimo videogioco facente parte della serie di The Legend of Zelda.
È stato presentato il 17 aprile 2013 al Nintendo Direct. Il gioco è stato pubblicato a novembre del 2013.

## Trama
Dopo un incubo nel quale in un mondo oscuro affronta un'oscura figura, Link viene svegliato da Grì, il figlio del Fabbro, per cui il ragazzo lavora. Dopo essersi svegliato, Link segue Grì dal Fabbro che ha appena finito di servire il Capitano. Costui imbraccia il suo scudo ed esce dal negozio dimenticandosi però della spada, ed è compito di Link riportargliela. Recatosi al Castello di Hyrule, una guardia gli dice che il Capitano si è recato al Santuario. Arrivato al Santuario, Link ascolta una conversazione tra la figlia del Sacerdote, Seres e il becchino Danpei. Seres si offre di andare a chiamare il Capitano mentre Danpei intrattiene Link, prima che il portone si chiuda e si senta Seres urlare di terrore dall'interno.
Danpei informa Link della presenza di un passaggio nascosto nel cimitero che conduce fin dentro il Santuario, ed invita il giovane ad utilizzare la spada per arrivarci. Dopo aver superato il passaggio, Link entra nel Santuario e trova uno strano stregone, Yuga, intento a lanciare un incantesimo su Seres, trasformandola in un dipinto. Il Capitano stesso – messosi in mezzo per difendere la ragazza – è stato trasformato in un affresco sul muro. Quando Link si prepara ad affrontare Yuga, costui si trasforma anch'esso in affresco nel muro, Link perde i sensi e Yuga fugge col ritratto di Seres. Link si risveglia ancora nella propria casa, al cui interno trova uno strano personaggio con un cappuccio da coniglio, che si presenta a lui come Lavio, un mercante.
Dopo le presentazioni, Lavio chiede a Link di rimanere in casa sua, per aprire il proprio negozio; Link accetta e Lavio, in cambio, gli dona un vecchio bracciale ammuffito, e in più gli suggerisce di andare a parlare dell'accaduto alla Principessa Zelda. Al cancello del Castello, Link viene fermato da una guardia, ma madama Impa, assistente della Principessa Zelda dà lui il permesso di entrare nel castello e di attendere all'ingresso mentre ella annuncia la sua visita alla principessa. Subito, la principessa riconosce Link da uno dei suoi sogni e gli dona l'Amuleto del Coraggio – che all'inizio Link ritiene un semplice portafortuna – e si prende il compito di parlare con l'anziano del Villaggio Calbarico, Sahasrahla. Dopo averlo incontrato nella sua casa, egli esorta Link ad avvertire il suo allievo Asfal della presenza di Yuga nel Tempio dell'Est, ma arrivato lì, Asfal è così sicuro di sé che va ad affrontare Yuga da solo.
Dopo aver vagato nel palazzo, Link vede Yuga trasformare Asfal in un dipinto. Il mago sfida anche Link, che ne esce vittorioso. Dunque Yuga, furioso, trasforma anch'egli in un affresco sul muro, e infine se ne va. Il Bracciale di Lavio si illumina e libera Link, dandogli la possibilità di entrare ed uscire a piacimento dalle pareti. Ritrova Sahasrahla all'uscita del palazzo, poco prima di sentire un terremoto provenire dal Castello. Yuga ha posto una barriera intorno al castello e Sahasrahla è sconvolto perché crede che l'Amuleto del Coraggio sia al suo interno, ma Link glielo mostra ed egli gli affida il compito di ritrovare gli altri due: l'Amuleto della Saggezza (nel Palazzo del vento)  e l'Amuleto della Forza (nella torre di Hera) così da poter riscattare la Spada Suprema.
Dopo aver ottenuto tutti i Ciondoli della Virtù, Link si dirige verso il Bosco Perduto nel quale trova ed estrae la Spada Suprema dal piedistallo. Fa ritorno al Castello di Hyrule, dissipa la barriera e affronta Yuga. In cima alla torre più alta, Yuga tramuta Zelda in un dipinto e Link lo sfida nuovamente prima che il mago faccia ritorno nella sua terra natale: Lorule, passando da una crepa nel muro. Link lo segue e si ritrova egli stesso a Lorule, una dimensione parallela di Hyrule, che ormai è un regno in rovina. Nella stanza del trono, Yuga fa risorgere Ganon e si fonde con esso e con la sua Triforza della Forza, diventando una bestia. Link viene aiutato dalla Principessa Hilda che imprigiona Yuga e rivela a Link di dover salvare i Sette Saggi (racchiusi in sette dungeon) se vorrà sconfiggere Yuga.
Quando tutti i Saggi sono salvi, Link viene ricompensato con la Triforza del Coraggio e fa ritorno al Castello di Lorule per la sfida finale contro Yuga. Alla fine dello scontro, la Principessa Hilda racconta la storia del regno a Link e a Zelda, un regno anticamente lussureggiante come Hyrule ma sempre minato da guerre per il possesso della loro Triforza: per far cessare queste lotte, gli antenati di Hilda decisero di distruggere la Triforza, ma ciò fece morire il regno; per questo Hilda pretende che Link e Zelda le diano le loro Triforze, per riportare Lorule ai tempi d'oro.
In quel momento, Lavio si palesa al Castello fermando la Principessa Hilda. Il mercante mostra il suo volto come quello di Link, ma con uno spirito opposto: è un codardo, andato a Hyrule per cercare un eroe capace di poter salvare Lorule. Hilda chiede scusa ai nostri e dà loro il permesso di tornare a casa, con la Triforza. Link e Zelda, tornati a Hyrule, raggiungono il Sacro Reame, toccano la Triforza ed esprimono il desiderio di far tornare Lorule al suo antico splendore, con la sua propria Triforza.

## Modalità di gioco

Immagine dello schermo superiore del Nintendo 3DS. Link può spostarsi lungo un muro finché la barra viola non si esaurisce del tutto.

The Legend of Zelda: A Link Between Worlds è un gioco di azione e avventura in grafica poligonale 3D stereoscopica, con una prospettiva a volo d'uccello. I giocatori controllano un giovane ragazzo di nome Link, che intraprende un'avventura per salvare i Sette Saggi e sconfiggere Yuga, l'antagonista principale del gioco. Il gioco è ambientato in due regni, Hyrule e Lorule, che hanno entrambi una struttura non lineare e un aspetto simile, ma differiscono nello stile e nel tono. A Link Between Worlds è il successore del titolo per Super Nintendo Entertainment System del 1991 The Legend of Zelda: A Link to the Past, ed è simile ad esso sotto molti aspetti. I mondi di Hyrule e Lorule in A Link Between Worlds sono analoghi alla rappresentazione di A Link to the Past di Hyrule e il Mondo Oscuro. Un certo numero di oggetti, nemici e tracce audio presenti in A Link to the Past ritornano in A Link Between Worlds.
Lo schermo superiore del Nintendo 3DS mostra i cuori, rappresentanti i punti vita del personaggio, e un'icona di azione. L'energia vitale di Link diminuisce quando viene colpito da un nemico e può essere reintegrata raccogliendo alcuni cuori che possono essere trovati in vari modi, come sconfiggere i nemici o rompere vasi. L'indicatore di energia regola l'utilizzo di oggetti e abilità, si esaurisce con l'uso e si rigenera nel tempo. L'icona dell'azione notifica al giocatore gli oggetti con i quali è possibile interagire. Sullo schermo inferiore del 3DS viene visualizzata una mappa, mostrando così la posizione corrente di Link e quelle contrassegnate. Lo schermo inferiore viene utilizzato anche per visualizzare e selezionare l'equipaggiamento e gli oggetti di Link.
I due mondi sono popolati da personaggi non giocanti amichevoli o ostili. I primi possono fornire a Link assistenza o missioni secondarie da completare. Link brandisce una spada e uno scudo, che possono essere usati per sconfiggere i nemici e deviare i loro attacchi. Sono inoltre presenti altri oggetti da combattimento già presenti in precedenti giochi di Zelda, come l'arco e le bombe. A differenza dei giochi precedenti, i metodi per ottenere e utilizzare questi oggetti sono differenti. Invece di essere trovati nei sotterranei, vengono affittati o acquistati dal mercante Ravio. Se Link muore, i suoi oggetti noleggiati verranno restituiti a Ravio. Inoltre non richiedono munizioni, ma il loro utilizzo è limitato dall'indicatore di energia. Il massimale di punti vita di Link può essere aumentato raccogliendo frammenti di cuore. Le sue armi possono essere aggiornate completando una missione secondaria che prevede la ricerca di piccole creature nascoste e la restituzione ai loro genitori. Link può anche partecipare a diversi minigiochi per guadagnare rupie, la valuta di Hyrule.
Come nella maggior parte dei giochi di The Legend of Zelda, l'avventura è basata sull'esplorazione del gioco e la risoluzione di enigmi. La progressione attraverso A Link Between Worlds è più aperta rispetto ai titoli precedenti, con la possibilità di affrontare molti dei dungeon del gioco nell'ordine che si desidera. Alcuni ostacoli del dungeon richiedono l'uso degli oggetti noleggiati o acquistati. Verso la fine di ogni dungeon, Link incontrerà un boss che deve essere sconfitto. La meccanica caratteristica del gioco è la capacità di Link di aderire ai muri e di spostarsi orizzontalmente lungo essi sotto forma di figura bidimensionale: Link assume la forma di un murale e la prospettiva del gioco si sposta in una vista laterale per seguire Link dietro gli angoli. L'utilizzo di questa capacità consuma la barra dell'energia. La meccanica può essere utilizzata per spostarsi, raggiungere aree apparentemente inaccessibili, evitare pericoli, risolvere enigmi  e viaggiare tra Hyrule e Lorule attraverso fessure che collegano i due regni.

## Sviluppo
Lo sviluppo di un nuovo gioco di Zelda per 3DS è iniziato nel 2011. Nel 2012 Shigeru Miyamoto dichiarò in un'intervista che avrebbe voluto dedicarsi ad un remake di A Link to the Past, ma preferì sviluppare un nuovo gioco ispirato ad esso. A Link Between Worlds è stato presentato il 17 aprile 2013 sul canale di diffusione online Nintendo Direct. Un trailer 3D del gioco è stato diffuso sul Nintendo eShop lo stesso giorno.

## Accoglienza
| Testata                         | Giudizio |
| ------------------------------- | -------- |
| Metacritic (media al 17-4-2021) | 91/100   |
| Game Informer                   | 10/10    |
| GameSpot                        | 9/10     |
| GamesRadar+                     | 4,5/5    |
| IGN                             | 9,4/10   |
| Nintendo Life                   | 10/10    |
| Polygon                         | 9,5/10   |

The Legend of Zelda: A Link Between Worlds ha ricevuto il "plauso universale" secondo l'aggregatore di recensioni Metacritic ed è stato il secondo gioco 3DS 2013 con il punteggio più alto dietro Fire Emblem Awakening. È inoltre il quarto gioco 3DS con il punteggio più alto di tutti i tempi su Metacritic. Il tracker delle vendite Media Create ha riferito che A Link Between Worlds è stato il videogioco più venduto durante la sua prima settimana di lancio in Giappone, superando le 224 000 copie vendute. Al 31 marzo 2014, A Link Between Worlds ha venduto 2,51 milioni di copie in tutto il mondo. È diventato il nono titolo first party per Nintendo 3DS a superare 1 milione di unità vendute negli Stati Uniti, raggiungendo 1,09 milioni di vendite ad agosto 2014.
Molti critici hanno considerato A Link Between Worlds come un degno successore di A Link to the Past, ma hanno anche osservato che il gioco era eccezionale di per sé. ll gioco è stato elogiato per aver apportato miglioramenti agli elementi principali e tradizionali della serie. ma anche per le nuove aggiunte e modifiche alla formula consolidata. Polygon lo ha definito il miglior gioco di Zelda degli ultimi 20 anni  e GamesRadar ha affermato che fosse un titolo essenziale per ogni possessore del 3DS. Kotaku ha ritenuto che la storia fosse una delle migliori e più oscure della serie, mostrando Link sotto una luce molto diversa dai giochi precedenti. L'accoglienza nei confronti degli enigmi del gioco è stata positiva; la lode è stata rivolta al modo in cui la meccanica di spostamento attraverso i muri fosse stata incorporata negli enigmi dei dungeon e integrata in ogni area del gioco. IGN ha affermato che A Link Between Worlds fosse il miglior puzzle game di Nintendo. Game Informer ha dichiarato che alcuni dei dungeon del gioco e gli incontri con i boss sono stati tra i migliori nella storia del franchise. Il livello di difficoltà presente negli enigmi e nei dungeon è stato accolto favorevolmente; la presenza di un elemento di sfida è stata descritta da GameSpot come un'esperienza sconcertante piuttosto che frustrante.
Discutendo dell'uso di A Link to the Past di Hyrule in A Link Between Worlds, GamesRadar ha pensato che sebbene rivisitare luoghi familiari fosse un'esperienza nostalgica, il mistero dell'esplorazione di nuove aree era assente e dover esplorare di nuovo lo stesso mondo di gioco era "un po' insoddisfacente". GameSpot ha definito la struttura libera e l'apertura del gioco un "cambiamento rivelatore", ed è stato felice di vedere che alcuni vincoli tipici dei precedenti titoli di Zelda non erano presenti in A Link Between Worlds. L'introduzione del sistema di noleggio degli oggetti è stata ben accolta, e molti revisori hanno sottolineato che il sistema garantiva ai giocatori maggiore libertà. Game Informer ha apprezzato la possibilità di avere oggetti disponibili sin dall'inizio, affermando che permetteva loro di sperimentare in combattimento. IGN e Polygon hanno convenuto che la perdita di oggetti noleggiati dopo la sconfitta aggiungeva un ulteriore livello di sfida e conseguenze al gioco. Nintendo Life ha osservato che la razionalizzazione del sistema di oggetti consentiva una maggiore enfasi su aspetti come l'esplorazione, la risoluzione di enigmi e i combattimenti contro i boss. Tuttavia, GamesRadar ha affermato che l'assenza della gioia di trovare oggetti chiave nei dungeon era uno svantaggio del nuovo sistema.
Sebbene i revisori concordassero sul fatto che A Link Between Worlds eccellesse nell'usare le funzionalità 3D della console, la direzione artistica è stata fonte di divergenze tra i critici, venendo definita stupenda da alcuni e scadente da altri. La composizione musicale del gioco è stata complessivamente apprezzata: Game Informer ha definito la colonna sonora del gioco una delle migliori nel settore dei giochi e GamesRadar ha affermato che fosse tra le migliori della serie, elogiando sia le nuove composizioni che le interpretazioni di brani già contenuti in A Link to the Past.